# Eleonora Ziemięcka
Eleonora Ziemięcka (nacida Gagatkiewicz, Jasieniec, Mazovia,1819-Varsovia, 23 de septiembre de 1869) fue una filósofa polaca. Es autora de libro Pensamientos sobre la educación de la mujer y editora de la revista Pielgrzym (Peregrina). Considerada como la primera filósofa polaca, se la ha descrito a menudo como antihegeliana y conservadora.
Nació en una finca en Jasieniec propiedad de la familia Okęcki, donde su padre trabajaba como administrador. Fue educada por su abuela, también de nombre Eleonora, lectora que admiraba las obras de los poetas románticos contemporáneos como Adam Mickiewicz, Józef Bohdan Zalewski y Franciszek Karpiński.
En 1830, a los once años, publicó sus primeros poemas en la revista infantil Dziennik dla Dzieci, editada por Stanisław Jachowicz. Más tarde, colaboró con regularidad en varios periódicos como Tygodnik Polski, Magazyn Powszechny y Pierwiosnka donde publicó cuentos y editoriales.
En1834 se casó con Antoni Ziemiecki con quien se fue a vivir a Dresde, ciudad en la que la pareja vivió hasta su traslado a Varsovia en 1840.

## Antihegelianismo
Tras instalarse en Varsovia, se interesó por la filosofía, especialmente por las obras de John Locke, Étienne de Condillac y los espiritistas franceses. Más tarde estudió a los filósofos alemanes como Immanuel Kant, Friedrich Wilhelm Joseph Schelling y Friedrich Hegel, de los que hizo referencia en sus diarios de viaje publicados en Pierwiosnek.
Ziemiecka se relacionó con la intelectualidad polaca conservadora del Congreso de Polonia que se oponía a la creciente influencia del hegelianismo por considerarlo una amenaza para los valores tradicionales y el orden social. En particular, se aproximó al círculo de católicos tradicionalistas vinculados a la revista Tygodnik Petersburski (Petersburg Weekly), que incluía a Henryk Rzewuski, el obispo Ignacy Hołowiński, Stanisław Chołoniewski y Michał Grabowski (la llamada "camarilla de Petersburgo"). Aunque la propia Ziemiecka nunca fue parte del círculo ni publicó en el Tygodnik, el grupo apoyó su trabajo intelectual. Ziemiecka se opuso a la actitud servil de la camarilla hacia Rusia por considerar su tradicionalismo como extremo, mientras ella quería sintetizar las nuevas corrientes intelectuales con valores religiosos tradicionales.
A raíz de la conexión Petersburgo, Ziemiecka se quedó fascinada con la filosofía de Friedrich Hegel y se comprometió a desarrollar una crítica de la filosofía alemana moderna, en particular de sus aspectos panteístas. Así nació su primera obra filosófica importante, Myśli o filozofii (Pensamientos filosóficos), publicada en 1841. En ella criticaba a Hegel e intentaba defender la autonomía de las creencias religiosas. Por otra parte, valoraba positivamente la filosofía de Immanuel Kant. Aunque este libro consagró a Ziemiecka como la primera filósofa polaca, en su momento fue muy criticado por otros filósofos como Bronisław Trentowski, Edward Dembowski y Fryderyk Henryk Lewestam. Trentowski, en particular, escribió en respuesta a su trabajo que las mujeres no tenían por qué dedicarse a la filosofía.
En 1842, Ziemiecka fundó la revista mensual católica conservadora Pielgrzym (Peregrina) donde publicó ensayos literarios, filosóficos y políticos, así como traducciones de obras religiosas francesas. A pesar del apoyo de importantes figuras literarias como Józef Ignacy Kraszewski, la revista nunca logró demasiados lectores por lo que cerró en 1846.

## Problemas de mujeres

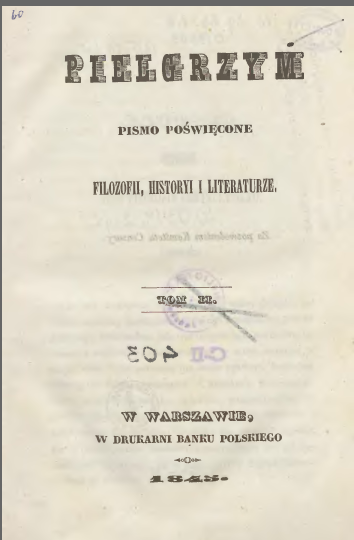
La revista Pielgrzym (Peregrino), editada por Ziemięcka

Ziemiecka también se interesó por el papel de las mujeres en la sociedad y, en particular, por la educación de las mujeres. En 1842 conoció a Narcyza Żmichowska, una joven escritora que debutaba entonces como editora en Pierwiosnek. Żmichowska influenciada por Ziemiecka, publicó varias de sus piezas literarias en Pielgrzym. Durante este período, la revista se convirtió en una de las principales publicaciones centradas en temas relacionado con las mujeres.
En 1843, Ziemiecka publicó Myśli o wychowaniu kobiet (Pensamientos sobre la educación de las mujeres) en el que recogían las tradicionales llamadas para cultivar la moralidad y el carácter, pero también hizo apelaciones novedosas en la época para brindar a las mujeres jóvenes una educación moderna. A su juicio, se necesitaba una reforma en el ámbito de la educación y crianza de las mujeres que se centrara tanto en los aspectos afectivos como intelectuales. También criticó las novelas románticas, ya que, en su opinión, estimulaban en exceso la imaginación, eran demasiado emocionales y conducían al distanciamiento de la realidad, lo que acaba en conflictos familiares y fracasos en la vida.
En un número de 1860 de la revista Studia Ziemięcka publicó el ensayo "Una palabra sobre las mujeres" en el que criticaba varios estereotipos contemporáneos de las mujeres, como aquellos que las consideraban "angelicales" y "espirituales", así como los que las definían inferiores a los hombres. Sostuvo que la dignidad de la mujer, así como su individualidad, deben ser reconocidas y respetadas. Basaba estos argumentos en fundamentos religiosos, como una extensión del material publicado por primera vez en Zarys filozofii katolickiej ("Esquema de la filosofía católica") en 1857.

## Obras literarias
También escribió cuentos destinados a adultos jóvenes y niños, que fueron publicados en Dziennik dla Dzieci (Diario de los niños), así como colecciones de cuentos basados en narraciones populares, Powiastki Ludowe (1860-1861). Además de publicar varios ensayos críticos, también tradujo obras de John Henry Newman (1858). En general, en su obra literaria, fue crítica con el realismo y favoreció las historias didácticas y alegóricas.